# Père-Lachaise

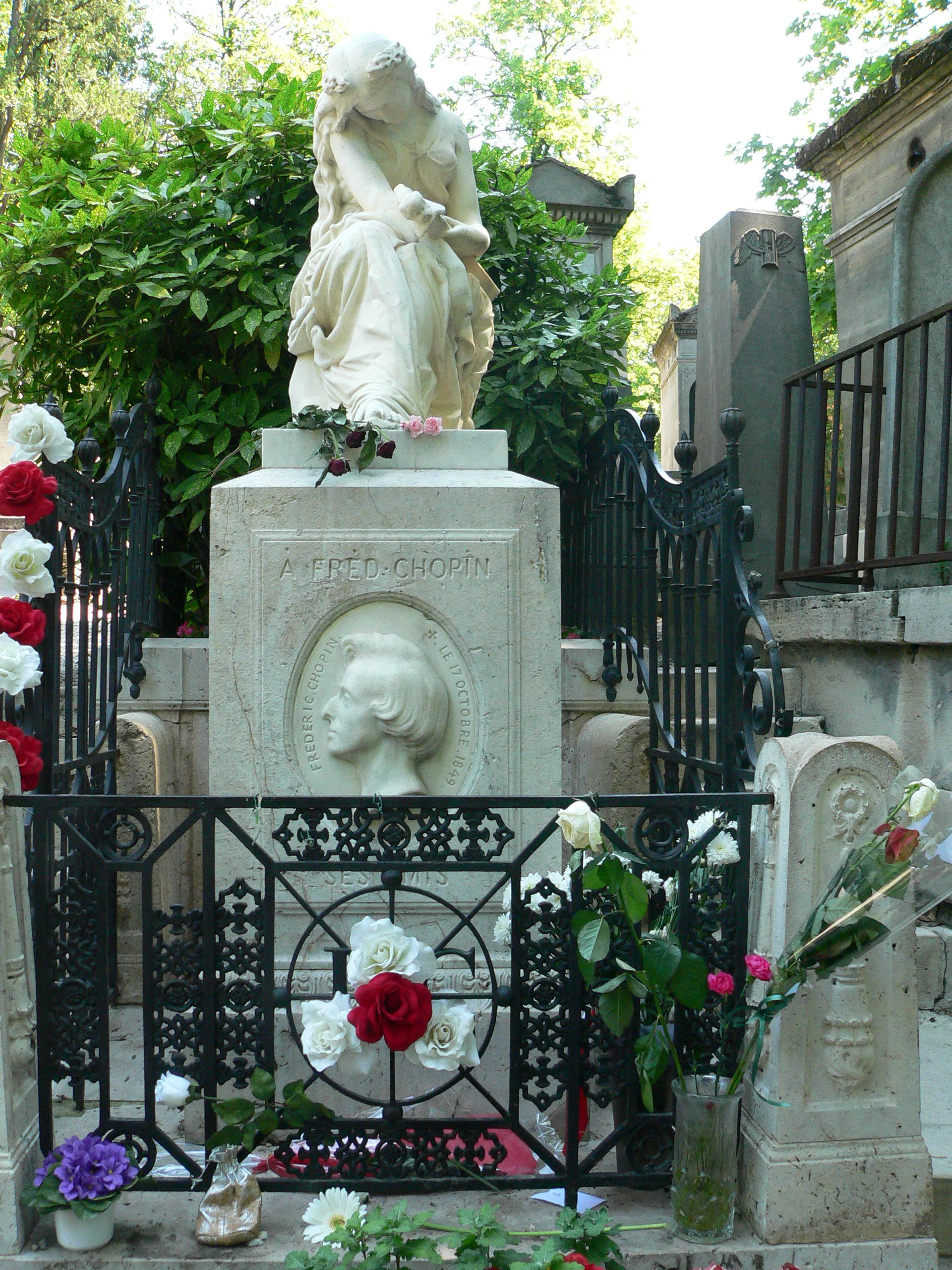
Chopins gravmonument.

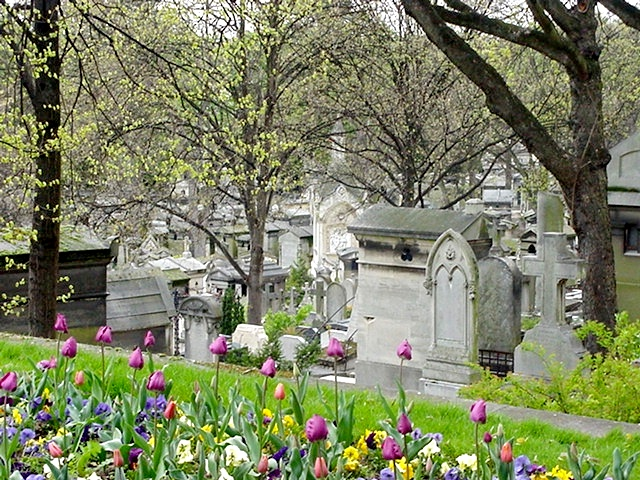
Père-Lachaise.

Père-Lachaise (Cimetière du Père-Lachaise, Cimetière de l'Est) är Paris största kyrkogård, invigd 1804. Den är ungefär 43 hektar stor. Begravningsplatsen är uppkallad efter Ludvig XIV:s biktfader, jesuitprästen François d'Aix de La Chaise (1624–1709).
Eftersom begravningsplatsen ansågs ligga långt ifrån centrala Paris vid tiden för invigningen var dess popularitet låg. För att popularisera platsen flyttades kvarlevorna av La Fontaine och Molière till begravningsplatsen 1804 respektive 1817.
Här ligger många franska och utländska berömdheter begravda, Édith Piaf, Oscar Wilde, Camille Pissarro, Marcel Proust, Molière, Max Ernst, Maria Callas m.fl. Jim Morrison, frontfigur i gruppen The Doors, begravdes 1971 på Père-Lachaise. Till Morrisons gravsten vallfärdar många fans. Besökare har utsatt gravstenen för klotter och vållat problem för kyrkogårdsförvaltningen med intilliggande gravar.

## Kända personer som vilar på Père-Lachaise
- Pierre Abélard (1079–1142) och Héloïse (1101–1164), berömt kärlekspar
- Guillaume Apollinaire (1880–1918), poet
- Kourosh Aryamanesh, (1934–1996) persisk nationalist
- Miguel Ángel Asturias (1899–1974), författare (Nobelpriset i litteratur 1967)
- Honoré de Balzac (1799–1850), författare
- Jean-Dominique Bauby (1954–1997), fransk journalist, författare
- Judah P. Benjamin (1811–1884), politiker och jurist
- Sarah Bernhardt (1844–1923), skådespelare
- Georges Bizet (1838–1875), tonsättare
- Louis Auguste Blanqui (1805–1881), fransk socialist
- Pierre Bourdieu (1930–2002) sociolog, filosof, författare
- Jean Börlin (1893–1930), svensk koreograf och dansör
- Luigi Cherubini (1760–1842) tonsättare
- Sidonie Gabrielle Colette (1873–1954) författare
- Gustave Doré (1832-1883), konstnär
- Yilmaz Güney (1937–1984), kurdisk filmregissör
- Maria Callas (1923–1977), operasångerska (hennes aska har sedermera strötts i Egeiska havet)
- Frédéric Chopin (1810–1849), polsk kompositör
- Isadora Duncan (1877–1927), dansös
- Paul Éluard (1895–1952), poet
- Max Ernst (1891–1976), konstnär
- Jean de La Fontaine (1621–1695), poet
- Sadeq Hedayat (1903–1951), författare
- Claude Jade (1948–2006), skådespelerska
- Allan Kardec (1804–1869), andlig utforskare
- Ahmet Kaya (1957–2000), kurdisk sångare
- Marcellin Marbot (1782–1854), fransk militär
- Amedeo Modigliani (1884–1920), konstnär
- Molière (1622–1673), författare och dramatiker
- Yves Montand (1921–1991), skådespelare
- Jim Morrison (1943–1971), sångare i The Doors
- Gérard de Nerval (1808–1855), författare
- Victor Noir (1848–1870), journalist
- Michel Petrucciani (1962-1999) Pianist
- Édith Piaf (1915–1963), sångerska
- Camille Pissarro (1830–1903), målare
- Marcel Proust (1871–1922), författare
- Sully Prudhomme (1839–1907), författare, Nobelpristagare 1901
- Simone Signoret (1921–1985), skådespelare
- Gertrude Stein (1874–1946), författare
- Gerda Taro (1910–1937), krigsfotograf
- Isaac Titsingh (1745–1812), ambassadör i Fjärran östern, författare m.m.
- Alice B. Toklas (1877–1967), författare
- Oscar Wilde (1854–1900), brittisk författare och dramatiker
- Richard Wright (1908–1960), författare

## Galleri

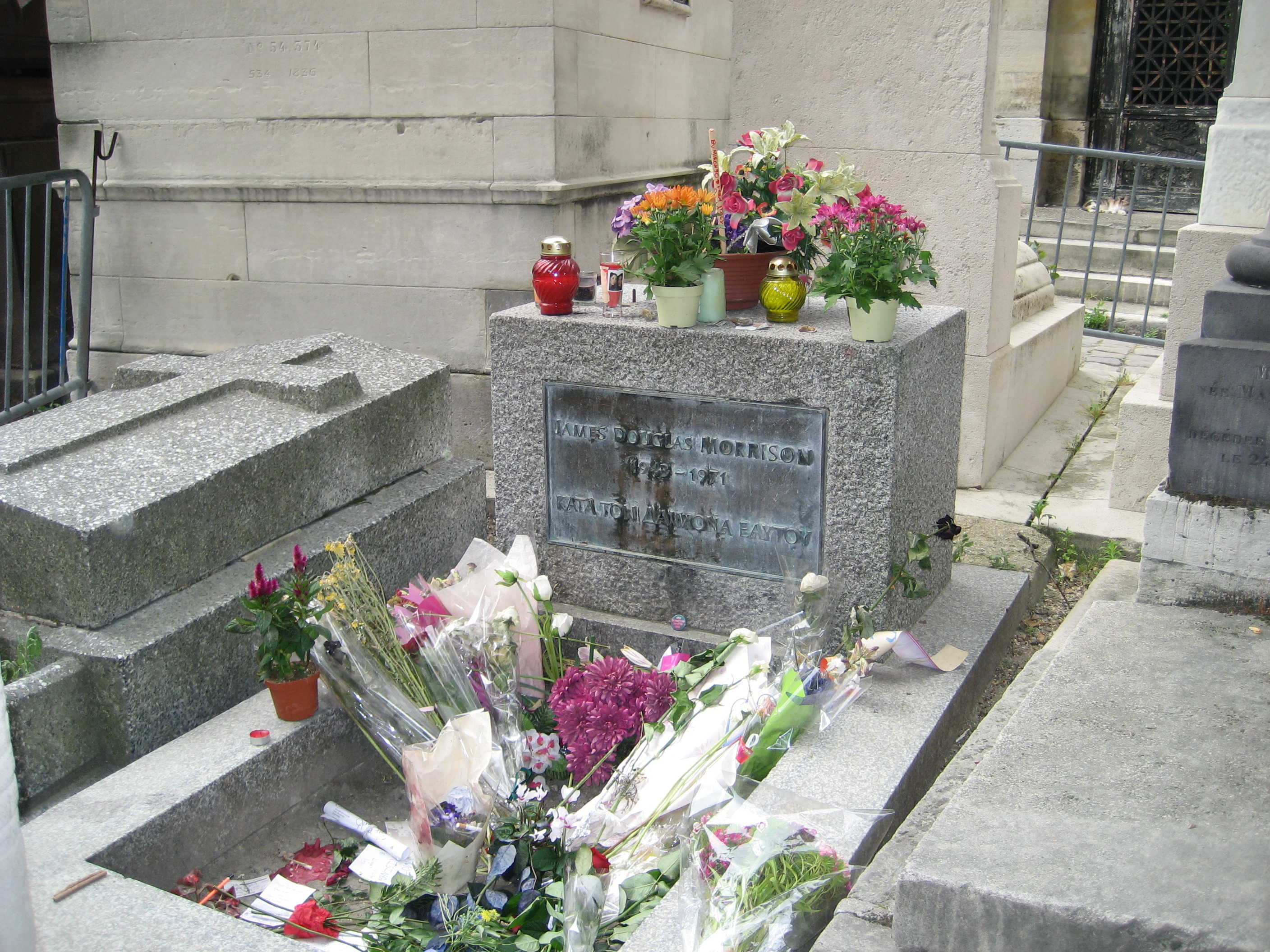
Jim Morrisons grav.
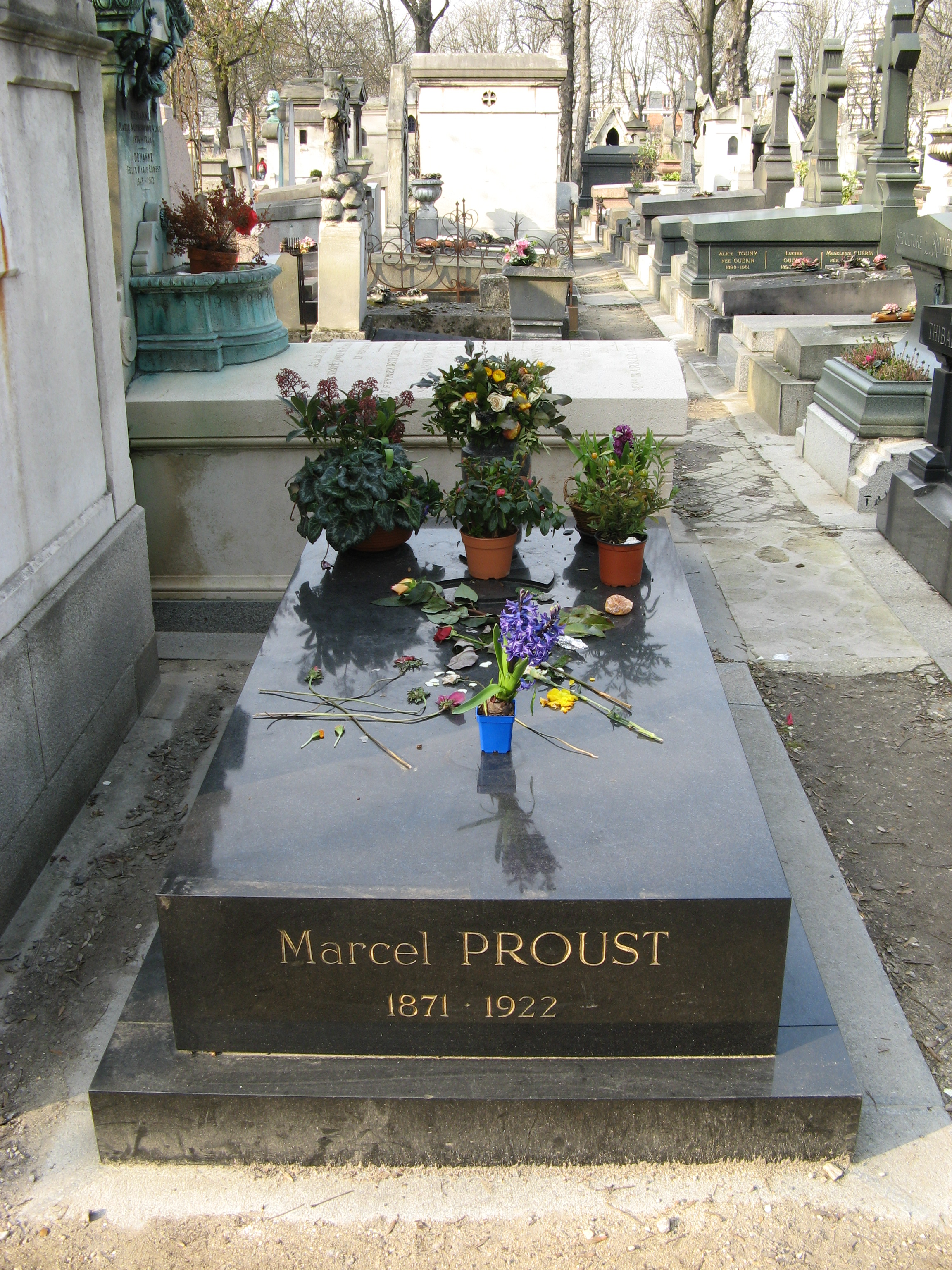
Marcel Prousts grav.
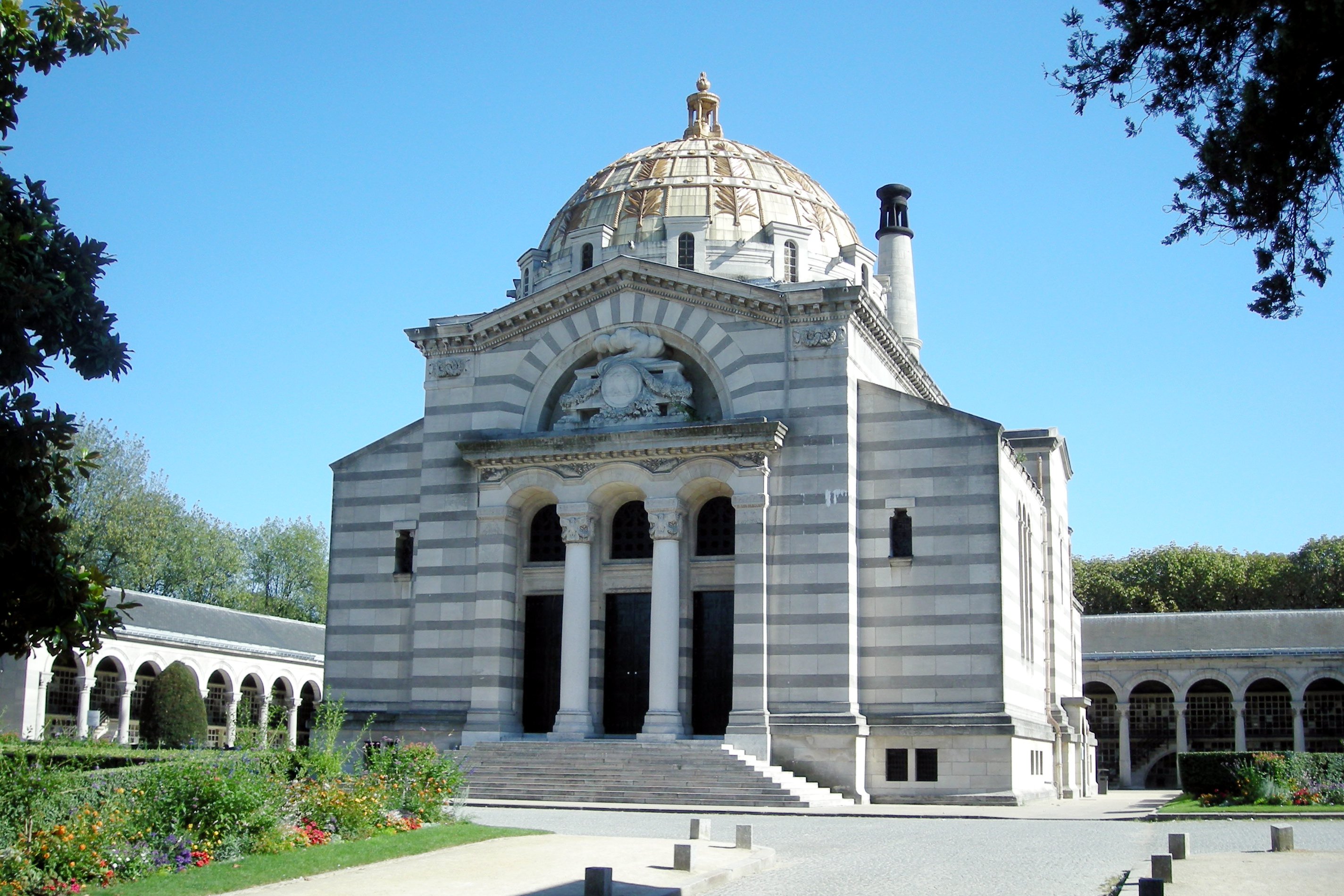
Kolumbariumet.
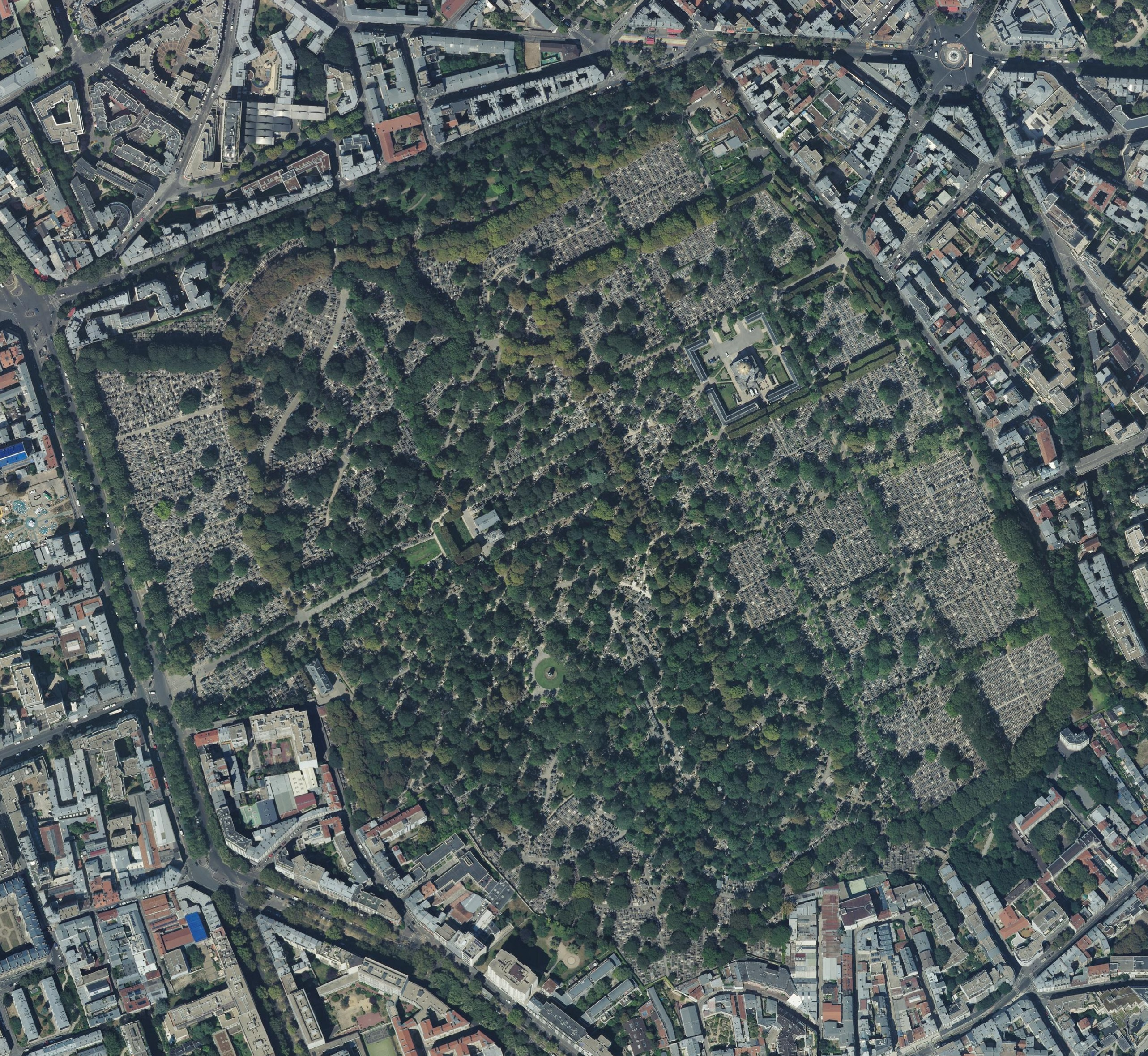
Flygfoto över Père-Lachaise.
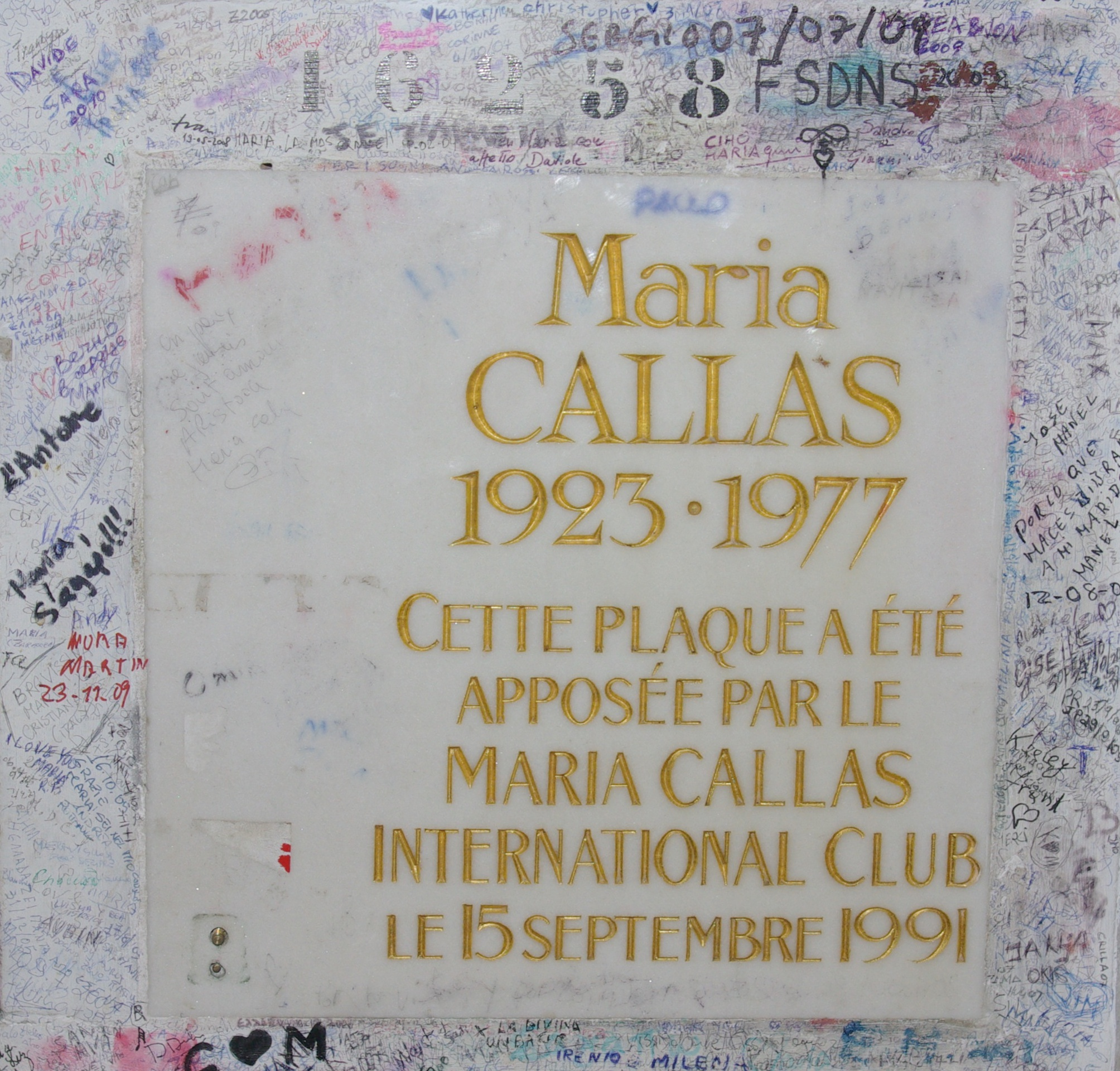
Maria Callas grav.